# Cajanus acutifolius
Cajanus acutifolius là một loài thực vật có hoa trong họ Đậu. Loài này được (F.Muell.) Maesen miêu tả khoa học đầu tiên.